# Australian Open 2010/Herrendoppel-Rollstuhl
Das Herrendoppel (Rollstuhl) der Australian Open 2010 war ein Rollstuhltenniswettbewerb in Melbourne und fand vom 27. bis zum 30. Januar statt.
Titelverteidiger waren Robin Ammerlaan und Shingo Kunieda, die aber nicht zusammen antraten.

## Setzliste
| Nr. | Paarung                          | Erreichte Runde |
| --- | -------------------------------- | --------------- |
| 01. | Robin Ammerlaan Maikel Scheffers | Finale          |
| 02. | Stéphane Houdet Shingo Kunieda   | Sieg            |

## Ergebnisse
Zeichenerklärung
- Q = Qualifikant
- WC = Wildcard
- LL = Lucky Loser
- ITF = qualifiziert über ITF-Ranking
- ALT = alternate (Ersatz)
- PR = Protected Ranking
- SE = Special Exempt
- r = retired (Aufgabe)
- d = Disqualifikation
- w.o. = walkover
- [ ] = Match-Tie-Break

|  | Halbfinale | Halbfinale                       | Halbfinale | Halbfinale | Halbfinale |  |  | Finale | Finale                           | Finale | Finale | Finale |
|  |            |                                  |            |            |            |  |  |        |                                  |        |        |        |
|  |            |                                  |            |            |            |  |  |        |                                  |        |        |        |
|  | 1          | Robin Ammerlaan Maikel Scheffers | 6          | 4          | 6          |  |  |        |                                  |        |        |        |
|  |            | Stefan Olsson Ben Weekes         | 4          | 6          | 2          |  |  |        |                                  |        |        |        |
|  |            |                                  |            |            |            |  |  | 1      | Robin Ammerlaan Maikel Scheffers | 2      | 2      |        |
|  |            |                                  |            |            |            |  |  | 2      | Stéphane Houdet Shingo Kunieda   | 6      | 6      |        |
|  |            | Martin Legner Satoshi Saida      | 3          | 4          |            |  |  |        |                                  |        |        |        |
|  | 2          | Stéphane Houdet Shingo Kunieda   | 6          | 6          |            |  |  |        |                                  |        |        |        |
|  |            |                                  |            |            |            |  |  |        |                                  |        |        |        |